# Kujūkuri
Kujūkuri (九十九里町 Kujūkuri-machi?) es un pueblo en la prefectura de Chiba, Japón, localizado en la parte centro-este de la isla de Honshū, en la región de Kantō. El 1 de marzo de 2021 tenía una población estimada de 14 652 habitantes y una densidad de población de 599 personas por km².

## Geografía
Kujūkuri se encuentra en la parte central de la prefectura de Chiba, en el centro este de la península de Bōsō, a orillas del océano Pacífico.

## Economía
La pesca comercial y el procesamiento de alimentos (particularmente sardinas) siguen siendo las principales industrias de Kujūkuri, aunque la ciudad es conocida principalmente como un complejo de playas, por su ubicación costera y clima templado, y atrae a más de un millón de turistas cada año.

## Demografía
Según los datos del censo japonés, la población de Kujūkuri ha disminuido en los últimos 20 años.
| Gráfica de evolución demográfica de Kujūkuri entre 1950 y 2015 |
|                                                                |
| Oficina de Estadísticas de Japón                               |